# Yanliaocorixa
Yanliaocorixa is een geslacht van wantsen uit de familie van de Corixidae (Duikerwantsen). Het geslacht werd voor het eerst wetenschappelijk beschreven door Hong in 1983.

## Soorten
Het genus bevat de volgende soorten:

- Yanliaocorixa chinensis Lin, 1976